# 惠海涛
惠海涛(1981年7月-)，男，汉族，河南南阳人。2001年12月加入中国共产党，2003年8月参加工作，在职硕士学历，现任杭州市上城区委副书记、区长。

## 简历
中国人民公安大学毕业，后到湖滨派出所、上城区公安分局工作。
曾任共青团上城区委副书记，小营街道党工委副书记，上城区政府法制办主任，小营街道办事处主任、党工委书记，拱墅区人民政府副区长，中共江干区委常委、彭埠街道党工委书记，中共上城区委常委、彭埠街道党工委书记。
2021年11月，任上城区委副书记、代区长。